# Psaenythia rufipes
Psaenythia rufipes är en biart som beskrevs av Holmberg 1886. Psaenythia rufipes ingår i släktet Psaenythia och familjen grävbin. Inga underarter finns listade i Catalogue of Life.